# موتور چمل نارویی
موتور چمل نارویی یک منطقهٔ مسکونی در ایران است که در دهستان جلگه چاه هاشم واقع شده‌است. موتور چمل نارویی ۵۶ نفر جمعیت دارد.